# 冷たい月 (テレビドラマ)
『冷たい月』（つめたいつき）は、1998年1月12日から3月16日まで日本テレビ系列で毎週月曜22:00 - 22:54（JST）に放映された、讀賣テレビ放送制作の連続テレビドラマ。最終回は18.0%というこの枠ではかなりの高視聴率を記録した。
キャッチコピーは「このドラマがフィクションでありますように」。

## ストーリー
外科医・椎名希代加は、人気ニュースキャスターの夫・公平と幸せに暮らしていた。だが、お腹に新しい命も授かり、幸福の絶頂にあるかに見えた希代加の人生は突如暗転する。公平が雨の夜、ひき逃げ事故を起こしてしまい、逮捕されそうになった彼は衝動的に自殺してしまったのだ。さらにその騒動の渦中、希代加は流産してしまう。
生きる希望をすべて失った希代加だが、ある日、公平のひき逃げを通報したのが、森下美咲という女性だということを偶然知る。
そして、希代加は美咲の家の隣に引っ越し…恐ろしくも悲しい復讐劇の幕が切って落とされた。

## キャスト
- 椎名希代加（32）：中森明菜[1] - ストーリー展開により、椎名→藤本→森下と姓が変わっていった。
外科医。妊娠中に夫を亡くし、子供も流産してしまう。その原因でもある美咲の隣家に引越し、復讐を目論む。
- 森下美咲（27）：永作博美[1]
主婦だが、イタリア語の翻訳の仕事もしている。妊娠9か月。公平のひき逃げ事件の目撃者となり、証言したため希代加に狙われることとなる。
- 丸山忍（28）：的場浩司
花屋「リリーカ」店員。希代加が憧れの女性であり、夫を亡くした後に献身的に支えるが、そこに付け込まれて希代加に利用される。
- 近藤圭司（28）：唐渡亮
広告代理店勤務のCMディレクター。大学時代、美咲・麻巳子と共にイタリア語研究会に所属していた。美咲に思いを寄せていたが、告白できないまま卒業し、後に美咲と万作の仲を取り持った。
- 山中麻巳子（27）：白島靖代
美咲の大学時代からの親友。美咲と共にイタリア語の通訳・翻訳会社「ラッテ」を営む。圭司と付き合っている。後に希代加の策略で美咲と敵対することとなる。
- 関根えり子：宮崎小枝子
「リリーカ」店長。部下の忍に気がある。希代加が店に勤め出してから忍がおかしくなったと希代加を批難し、クビにする。
- 椎名公平（38）：辰巳琢郎
ニュースキャスター。希代加の夫。ひき逃げ事件を起こし、それが発覚した後に自殺する。
- 森下万作（34）：伊原剛志
広告代理店総務課社員。美咲の夫、近藤の先輩。

他

## サブタイトル
| 各話                                                       | 放送日        | サブタイトル               | 脚本     | 演出     | 視聴率               |
| ---------------------------------------------------------- | ------------- | -------------------------- | -------- | -------- | -------------------- |
| 第1話                                                      | 1998年1月12日 | 愛が終わり復讐が始まる     | 瀧川晃代 | 唐木昭浩 | 15.5% (22:15～23:23) |
| 第2話                                                      | 1998年1月19日 | 危険な隣人                 | 瀧川晃代 | 唐木昭浩 | 11.8%                |
| 第3話                                                      | 1998年1月26日 | あなたの子供を奪ってあげる | 瀧川晃代 | 田中壽一 | 12.6%                |
| 第4話                                                      | 1998年2月2日  | 壊される夫婦               | 瀧川晃代 | 田中壽一 | 11.8%                |
| 第5話                                                      | 1998年2月9日  | 黒い誘惑                   | 瀧川晃代 | 唐木昭浩 | 12.1%                |
| 第6話                                                      | 1998年2月16日 | 血塗られたキッチン         | 尾崎将也 | 田中壽一 | 13.2%                |
| 第7話                                                      | 1998年2月23日 | 逆襲 私は負けない          | 尾崎将也 | 唐木昭浩 | 15.1%                |
| 第8話                                                      | 1998年3月2日  | 非情の手術台               | 尾崎将也 | 田中壽一 | 15.5%                |
| 第9話                                                      | 1998年3月9日  | 恐怖の監禁 死ぬまで苦しめ  | 瀧川晃代 | 唐木昭浩 | 15.9%                |
| 最終話                                                     | 1998年3月16日 | 最後の闘い                 | 瀧川晃代 | 唐木昭浩 | 18.0%                |
| 平均視聴率 14.2%（視聴率は関東地区・ビデオリサーチ社調べ） |               |                            |          |          |                      |

## 音楽
- 主題歌: 中森明菜「帰省 〜Never Forget〜」（ガウスエンタテインメント）※1998年2月11日発売
- 挿入歌: DOUBLE「For me」（FOR LIFE）※1998年2月4日発売
- エンディングテーマ: DA PUMP「Stay Together」（avex tune）※1998年2月18日発売

## スタッフ
- 脚本: 瀧川晃代、尾崎将也
- 演出: 唐木昭浩、田中壽一
- 音楽: アンドレア・モリコーネ
- 音楽監督: 近藤由紀夫、小西香葉
- 音響効果: メディアハウスサウンドデザイン
- タイトル: ケネック・ジャパン
- 技術協力: ビデオスタッフ
- 美術協力: 日本テレビアート
- アドバイザー: 町山広美
- チーフプロデューサー: 山本和夫
- プロデューサー: 堀口良則、小泉守
- 制作協力: イースト
- 制作著作: よみうりテレビ

## 関連商品
- 『冷たい月 Vol.1〜4』（バップ）1998年10月5日発売 VHSの単品商品。
- 『冷たい月 オリジナルサウンドトラック』(バップ)1998年3月1日発売